# Ewidencja grobów weteranów walk o wolność i niepodległość Polski
Ewidencja grobów weteranów walk o wolność i niepodległość Polski – polski system ewidencji grobów prowadzony przez Instytut Pamięci Narodowej, obejmujący mogiły weteranów walk o wolność i niepodległość Polski znajdujące się na terytorium Rzeczypospolitej Polskiej oraz poza jej granicami.

## Tło historyczne
W 1933 roku polski Sejm uchwalił ustawę o grobach i cmentarzach wojennych, która zapewniała ochronę prawną i opiekę Państwa nad grobami osób:
- poległych w walkach o niepodległość i zjednoczenie Państwa Polskiego;
- osób wojskowych, poległych lub zmarłych z powodu działań wojennych, bez względu na narodowość;
- sióstr miłosierdzia i wszystkich osób, które, wykonując zlecone im czynności przy jakiejkolwiek formacji wojskowej, poległy lub zmarły z powodu działań wojennych;
- jeńców wojennych i osób internowanych;
- uchodźców z 1915 roku;
- osób wojskowych i cywilnych, bez względu na ich narodowość, które straciły życie wskutek represji okupanta niemieckiego albo sowieckiego od dnia 1 września 1939 roku;
- ofiar niemieckich i sowieckich obozów, w tym cmentarzyska ich prochów;
- osób, które straciły życie wskutek walki z narzuconym systemem totalitarnym lub wskutek represji totalitarnych, lub czystek etnicznych od dnia 8 listopada 1917 roku do dnia 31 lipca 1990 roku[1].

Ustawa ta jednak nie objęła żadną formą ewidencji, ochrony ani wsparcia finansowego prywatnych i rodzinnych grobów weteranów walk o wolność i niepodległość Polski, którzy zmarli w czasie pokoju. W okresie powojennym do instytucji powołanych do zachowania i rozwijania tożsamości narodowej i opieki nad miejscami pamięci (m.in. dawna Rada Ochrony Pamięci Walk i Męczeństwa, Instytut Pamięci Narodowej, wojewodowie) napływały zgłoszenia i apele dotyczące objęcia opieką grobów weteranów zmarłych z przyczyn naturalnych w okresie pokoju. Uchwalona w 2018 roku wyszła naprzeciw tym oczekiwaniom.

## Ustawa
Ustawa uznała, że grobami weteranów walk o wolność i niepodległość Polski są groby: 
1. osób, które walczyły o odzyskanie niepodległości Polski lub w obronie niepodległości i granic suwerennej Rzeczypospolitej Polskiej, biorąc udział w wojnach, działaniach zbrojnych i niepodległościowych oraz powstaniach narodowych w okresie od 1768 roku do 1963 roku;
2. funkcjonariuszy cywilnych władz powstań narodowych, administracji podziemnego Państwa Polskiego w okresie wojny 1939–1945, członków władz i Rządu Rzeczypospolitej Polskiej na uchodźstwie w latach 1939–1990, a także podziemnych niepodległościowych organizacji cywilnych w latach 1945–1956.

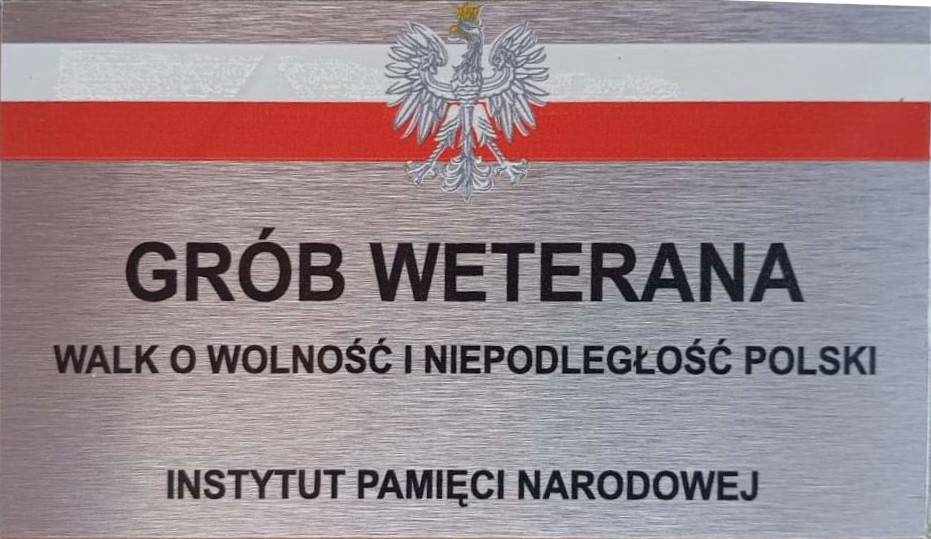
Tabliczka „Grób weterana walk o wolność i niepodległość Polski” do zamocowania na grobie

Za grób weterana walk o wolność i niepodległość Polski może być uznany grób, który:
1. nie został wpisany do ewidencji, o której mowa w art. 5a wyżej wymienionej ustawy z 1933 roku (chodzi o ewidencję cmentarzy wojennych)
2. nie spełnia przesłanek do uznania go za grób wojenny w rozumieniu ww. ustawy.

Ustawa zobowiązuje Prezesa IPN do:
- współpracy z organami władzy publicznej, fundacjami, stowarzyszeniami, instytucjami społecznymi, kościołami lub związkami wyznaniowymi i innymi podmiotami, posiadającymi informacje o grobach weteranów walk o wolność i niepodległość Polski, w celu pozyskiwania danych i informacji służących badaniu, czy dany grób spełnia kryteria uznania go za grób weterana walk o wolność i niepodległość Polski,
- podejmowania z urzędu działań dotyczących opieki nad grobami weteranów walk o wolność i niepodległość Polski, w szczególności ponosić koszty budowy i utrzymania takich grobów, w tym ich remontów
- prowadzenia ogólnodostępnej ewidencji grobów weteranów
- udzielania dotacji celowej z budżetu państwa w celu sfinansowania albo dofinansowania zadań związanych z opieką nad tymi grobami, w szczególności na pokrycie nakładów koniecznych na wykonywanie czynności związanych z budową, remontem, przeniesieniem lub utrzymaniem tych grobów
- świadczeń pieniężnych na pokrycie całości lub części kosztów sprawowanej opieki, w szczególności na pokrycie nakładów koniecznych na wykonywanie czynności związanych z budową, remontem, przeniesieniem lub utrzymaniem grobu.

O uznanie grobu za grób weterana walk o wolność i niepodległość Polski oraz o uzyskanie wsparcia finansowego mogą występować zarówno:
1. o dotacje celowe – fundacje, stowarzyszenia, kościoły lub związki wyznaniowe, inne osoby prawne oraz jednostki organizacyjne niebędące osobami prawnymi, którym ustawa przyznaje zdolność prawną, sprawujące opiekę nad grobami weteranów walk o wolność i niepodległość Polski, wpisanymi do ewidencji (do 80% wysokości nakładów)
2. o świadczenia pieniężne na pokrycie całości lub części kosztów sprawowanej opieki – osoby fizyczne sprawujące opiekę nad grobem weterana walk o wolność i niepodległość Polski.

Prezes IPN po rozpatrzeniu wniosku i zbadaniu jego zgodności z ustawą oraz po uzyskaniu odpowiedniej informacji wojewody podejmuje decyzję o uznaniu grobu za grób weterana walk o wolność i niepodległość Polski oraz o wpisaniu grobu do prowadzonej przez siebie ewidencji.
Ewidencja zawiera m.in. dane weterana walk o wolność i niepodległość pochowanego w danym grobie, dane dotyczące tego grobu, w tym lokalizację cmentarza i grobu (kwatera, rząd, numer w rzędzie), imię i nazwisko lub nazwę wnioskodawcy oraz wskazanie jego adresu lub siedziby, informacje uzyskane w trakcie badania, czy grób, którego dotyczył wniosek o wpis do ewidencji, spełnia kryteria uznania go za grób weterana walk o wolność i niepodległość Polski, uzasadnienie uznania, że dany grób spełnia kryteria uznania go za grób weterana walk o wolność i niepodległość Polski. Ewidencja jest dostępna publicznie, w tym w internecie.
Groby weteranów walk o wolność i niepodległość Polski mogą znajdować się na terytorium Rzeczypospolitej Polskiej oraz poza jej granicami. W przypadku grobu znajdującego się poza granicami Polski wpis następuje na wniosek konsula Rzeczypospolitej Polskiej lub z urzędu.
Ustawa weszła w życie 1 stycznia 2019 roku.

## Ocena skutków regulacji
W dokumencie „Ocena skutków regulacji” projektodawca stwierdził, że (interpunkcja oryginalna): wobec braku jakiejkolwiek wyjściowej ewidencji grobów weteranów określenie skali potrzeb oparto jedynie na przybliżonych szacunkach, oznacza to że trudno jednoznacznie wskazać czy planowane środki będą wystarczające do realizacji zakładanych celów. Jednocześnie projektodawca oszacował przewidywaną liczbę grobów weteranów na 200 tysięcy. W ustawie przewidziano, że roczne wydatki na cele związane z udzielaniem dotacji i świadczeń w latach 2019–2028 wyniosą 5,275 mln zł rocznie.
Do 30 sierpnia 2024 roku wprowadzono do ewidencji IPN 9175 grobów.
Po uznaniu grobu za grób weterana walk o wolność i niepodległość Polski oraz wpisaniu grobu do ewidencji, IPN przesyła wnioskującemu tabliczkę informacyjną z intencją, aby wnioskujący umieścił ją na grobie weterana. Jednocześnie zawiadamia administratora cmentarza o dokonanym wpisie do ewidencji.